# Mauro Fernández
Mauro Raúl Fernández (Puerto Madryn, 31 marzo 1989) è un calciatore argentino, attaccante del Tristán Suárez.

## Caratteristiche tecniche
Attaccante, può giocare come ala su entrambe le fasce.